# Lourdes Domínguez Lino
Domínguez  Lino est un nom espagnol. Le premier nom de famille, en général paternel, est Domínguez ; le second, en général maternel, souvent omis, est Lino.
Pour les articles homonymes, voir Dominguez et Lino.
Lourdes Domínguez Lino (née le 31 mars 1981 à Pontevedra) est une joueuse de tennis espagnole, professionnelle de 1996 à 2016.

## Biographie
En août 2002, elle est suspendue trois mois après avoir été contrôlée à la cocaïne.
Durant sa carrière, elle a remporté deux titres WTA en simple et six en double dames.
Elle s'est reconvertie en entraîneur. Elle entraîne notamment Aliona Bolsova.

## Palmarès

### Titres en simple dames
| No | Date       | Nom et lieu du tournoi                  | Catégorie | Dotation  | Surface      | Finaliste          | Score         |          |
| -- | ---------- | --------------------------------------- | --------- | --------- | ------------ | ------------------ | ------------- | -------- |
| 1  | 20-02-2006 | Copa Colsanitas Seguros Bolivar, Bogota | Tier III  | 175 000 $ | Terre (ext.) | Flavia Pennetta    | 7-63, 6-4     | Parcours |
| 2  | 14-02-2011 | XIX Copa BBVA-Colsanitas, Bogota        | Intern'l  | 220 000 $ | Terre (ext.) | Mathilde Johansson | 2-6, 6-3, 6-2 | Parcours |

### Finales en simple dames
| No | Date       | Nom et lieu du tournoi                  | Catégorie | Dotation  | Surface      | Vainqueure          | Score     |          |
| -- | ---------- | --------------------------------------- | --------- | --------- | ------------ | ------------------- | --------- | -------- |
| 1  | 14-02-2005 | Copa Colsanitas Seguros Bolivar, Bogota | Tier III  | 170 000 $ | Terre (ext.) | Flavia Pennetta     | 7-64, 6-4 | Parcours |
| 2  | 25-07-2006 | Tippmix Grand Prix, Budapest            | Tier IV   | 145 000 $ | Terre (ext.) | Anna Smashnova      | 6-1, 6-3  | Parcours |
| 3  | 22-04-2013 | GP Princesse Lalla Meryem, Marrakech    | Intern'l  | 235 000 $ | Terre (ext.) | Francesca Schiavone | 6-1, 6-3  | Parcours |

### Titres en double dames
| No | Date       | Nom et lieu du tournoi              | Catégorie | Dotation  | Surface      | Partenaire             | Finalistes                                    | Score            |          |
| -- | ---------- | ----------------------------------- | --------- | --------- | ------------ | ---------------------- | --------------------------------------------- | ---------------- | -------- |
| 1  | 19-02-2007 | Copa Colsanitas Bogota              | Tier III  | 175 000 $ | Terre (ext.) | Paola Suárez           | Flavia Pennetta Roberta Vinci                 | 1-6, 6-3, [11-9] | Parcours |
| 2  | 26-02-2007 | Abierto Mexicano Telcel Acapulco    | Tier III  | 180 000 $ | Terre (ext.) | Arantxa Parra Santonja | Émilie Loit Nicole Pratt                      | 6-3, 6-3         | Parcours |
| 3  | 09-06-2008 | Torneo Barcelona KIA Barcelone      | Tier IV   | 145 000 $ | Terre (ext.) | Arantxa Parra Santonja | Nuria Llagostera Vives María José Martínez    | 4-6, 7-5, [10-4] | Parcours |
| 4  | 04-07-2011 | Collector Swedish Open Women Båstad | Intern'l  | 220 000 $ | Terre (ext.) | María José Martínez    | Nuria Llagostera Vives Arantxa Parra Santonja | 6-3, 6-3         | Parcours |
| 5  | 25-02-2013 | Abierto Mexicano Telcel Acapulco    | Intern'l  | 235 000 $ | Terre (ext.) | Arantxa Parra Santonja | Catalina Castaño Mariana Duque Mariño         | 6-4, 7-61        | Parcours |
| 6  | 08-04-2013 | BNP Paribas Katowice Open Katowice  | Intern'l  | 235 000 $ | Terre (int.) | Lara Arruabarrena      | Raluca Olaru Valeria Solovieva                | 6-4, 7-5         | Parcours |

### Finales en double dames
| No | Date       | Nom et lieu du tournoi                | Catégorie | Dotation  | Surface      | Vainqueures                                   | Partenaire             | Score              |          |
| -- | ---------- | ------------------------------------- | --------- | --------- | ------------ | --------------------------------------------- | ---------------------- | ------------------ | -------- |
| 1  | 02-05-2005 | GP Princesse Lalla Meryem Rabat       | Tier IV   | 140 000 $ | Terre (ext.) | Émilie Loit Barbora Strýcová                  | Nuria Llagostera Vives | 3-6, 7-65, 7-5     | Parcours |
| 2  | 25-07-2005 | Tippmix Grand Prix Budapest           | Tier IV   | 140 000 $ | Terre (ext.) | Émilie Loit Katarina Srebotnik                | Marta Marrero          | 6-1, 3-6, 6-2      | Parcours |
| 3  | 30-04-2007 | Estoril Open Estoril                  | Tier IV   | 145 000 $ | Terre (ext.) | Andreea Ehritt-Vanc Anastasia Rodionova       | Arantxa Parra Santonja | 6-3, 6-2           | Parcours |
| 4  | 11-06-2007 | Barcelona KIA Barcelone               | Tier IV   | 145 000 $ | Terre (ext.) | Nuria Llagostera Vives Arantxa Parra Santonja | Flavia Pennetta        | 7-63, 2-6, [12-10] | Parcours |
| 5  | 23-02-2009 | Abierto Mexicano Telcel HSBC Acapulco | Intern'l  | 220 000 $ | Terre (ext.) | Nuria Llagostera Vives María José Martínez    | Arantxa Parra Santonja | 6-4, 6-2           | Parcours |
| 6  | 21-02-2011 | Abierto Mexicano Telcel HSBC Acapulco | Intern'l  | 220 000 $ | Terre (ext.) | Mariya Koryttseva Raluca Olaru                | Arantxa Parra Santonja | 3-6, 6-1, [10-4]   | Parcours |
| 7  | 27-02-2012 | Abierto Mexicano Telcel Acapulco      | Intern'l  | 220 000 $ | Terre (ext.) | Sara Errani Roberta Vinci                     | Arantxa Parra Santonja | 6-2, 6-1           | Parcours |

## Parcours en Grand Chelem

### En simple dames
| Année | Open d'Australie                                        | Open d'Australie                                       | Internationaux de France                                 | Internationaux de France                           | Wimbledon                                           | Wimbledon                                       | US Open                                          | US Open             |
| ----- | ------------------------------------------------------- | ------------------------------------------------------ | -------------------------------------------------------- | -------------------------------------------------- | --------------------------------------------------- | ----------------------------------------------- | ------------------------------------------------ | ------------------- |
| 2000  | —                                                       | —                                                      | —                                                        | —                                                  | —                                                   | —                                               | Q1 \|\| style="text-align:left" \| Émilie Loit   |                     |
| 2001  | —                                                       | —                                                      | —                                                        | —                                                  | —                                                   | —                                               | Q1 \|\| style="text-align:left" \| Jamea Jackson |                     |
| 2002  | —                                                       | —                                                      | Q3 \|\| style="text-align:left" \| Iveta Benešová        | —                                                  | —                                                   | —                                               | —                                                |                     |
|       |                                                         |                                                        |                                                          |                                                    |                                                     |                                                 |                                                  |                     |
| 2004  | —                                                       | —                                                      | —                                                        | —                                                  | —                                                   | —                                               | Q1 \|\| style="text-align:left" \| Ana Timotić   |                     |
| 2005  | Q2 \|\| style="text-align:left" \| Lina Krasnoroutskaya | Q3 \|\| style="text-align:left" \| Anastasiya Yakimova | —                                                        | —                                                  | Q1 \|\| style="text-align:left" \| Jennifer Hopkins |                                                 |                                                  |                     |
| 2006  | 1er tour (1/64)                                         | Virginia Ruano                                         | 1er tour (1/64)                                          | Daniela Hantuchová                                 | 1er tour (1/64)                                     | Jelena Janković                                 | 1er tour (1/64)                                  | Serena Williams     |
| 2007  | 2e tour (1/32)                                          | Li Na                                                  | 1er tour (1/64)                                          | Jill Craybas                                       | 1er tour (1/64)                                     | Serena Williams                                 | 2e tour (1/32)                                   | Anabel Medina       |
| 2008  | 1er tour (1/64)                                         | Katarina Srebotnik                                     | Q1 \|\| style="text-align:left" \| M.J. Martínez Sánchez | Q2 \|\| style="text-align:left" \| Corinna Dentoni | 1er tour (1/64)                                     | Yvonne Meusburger                               |                                                  |                     |
| 2009  | 2e tour (1/32)                                          | Kateryna Bondarenko                                    | 3e tour (1/16)                                           | Aleksandra Wozniak                                 | 1er tour (1/64)                                     | Dinara Safina                                   | 1er tour (1/64)                                  | Anastasia Rodionova |
| 2010  | Q3 \|\| style="text-align:left" \| Yanina Wickmayer     | Q3 \|\| style="text-align:left" \| Sophie Ferguson     | —                                                        | —                                                  | 3e tour (1/16)                                      | Dominika Cibulková                              |                                                  |                     |
| 2011  | 2e tour (1/32)                                          | Flavia Pennetta                                        | 1er tour (1/64)                                          | Vera Zvonareva                                     | 2e tour (1/32)                                      | Marion Bartoli                                  | —                                                | —                   |
| 2012  | 1er tour (1/64)                                         | Ana Ivanović                                           | 2e tour (1/32)                                           | Peng Shuai                                         | 2e tour (1/32)                                      | Maria Kirilenko                                 | 2e tour (1/32)                                   | Maria Sharapova     |
| 2013  | 1er tour (1/64)                                         | Svetlana Kuznetsova                                    | 1er tour (1/64)                                          | Bethanie Mattek                                    | 1er tour (1/64)                                     | Carla Suárez                                    | 1er tour (1/64)                                  | Laura Robson        |
| 2014  | 1er tour (1/64)                                         | Caroline Wozniacki                                     | 1er tour (1/64)                                          | Casey Dellacqua                                    | 2e tour (1/32)                                      | Kirsten Flipkens                                | Q1 \|\| style="text-align:left" \| Chan Yung-jan |                     |
| 2015  | Q1 \|\| style="text-align:left" \| Alexa Glatch         | 2e tour (1/32)                                         | Andrea Petkovic                                          | Q2 \|\| style="text-align:left" \| Mandy Minella   | 1er tour (1/64)                                     | Nicole Gibbs                                    |                                                  |                     |
| 2016  | 1er tour (1/64)                                         | Anna-Lena Friedsam                                     | 1er tour (1/64)                                          | Polona Hercog                                      | Q1 \|\| style="text-align:left" \| Gabriella Taylor | Q1 \|\| style="text-align:left" \| Cindy Burger |                                                  |                     |

À droite du résultat, l’ultime adversaire.

### En double dames
| Année | Open d'Australie                | Open d'Australie          | Internationaux de France     | Internationaux de France  | Wimbledon                    | Wimbledon                    | US Open                       | US Open                  |
| ----- | ------------------------------- | ------------------------- | ---------------------------- | ------------------------- | ---------------------------- | ---------------------------- | ----------------------------- | ------------------------ |
| 2000  | -                               | -                         | -                            | -                         | -                            | -                            | 1er tour (1/32) M. Díaz-Oliva | A. Frazier K. Schlukebir |
| 2001  | -                               | -                         | -                            | -                         | -                            | -                            | 1er tour (1/32) E. Bes        | A. Huber B. Schett       |
| 2002  | -                               | -                         | 2e tour (1/16) E. Bes        | A. Fusai C. Vis           | -                            | -                            | -                             | -                        |
| 2005  | -                               | -                         | 3e tour (1/8) N. Llagostera  | N. Petrova M. Shaughnessy | -                            | -                            | 1er tour (1/32) N. Llagostera | E. Birnerová A. Vanc     |
| 2006  | 2e tour (1/16) M. A. Sánchez    | Yan Z. Zheng J.           | 2e tour (1/16) M. A. Sánchez | G. Dulko M. Kirilenko     | 2e tour (1/16) M. A. Sánchez | M.E. Camerin T. Garbin       | 1er tour (1/32) M. A. Sánchez | An. Rodionova A. Vanc    |
| 2007  | 1er tour (1/32) Y. Beygelzimer  | E. Bychkova M. Müller     | 2e tour (1/16) A. Parra      | Chan Y.J. Chuang C.J.     | 2e tour (1/16) A. Parra      | K. Peschke R. Stubbs         | 1er tour (1/32) A. Parra      | A. Molik M. Santangelo   |
| 2008  | 1er tour (1/32) A. Parra        | A. Nakamura T. Tanasugarn | -                            | -                         | -                            | -                            | -                             | -                        |
| 2009  | -                               | -                         | 2e tour (1/16) Sara Errani   | S. Stosur R. Stubbs       | 1er tour (1/32) A. Parra     | A. Kudryavtseva M. Niculescu | -                             | -                        |
| 2011  | 1er tour (1/32) C. Suárez       | E. Daniilídou K. Kanepi   | 2e tour (1/16) L. Pous       | M.J. Martínez A. Medina   | 1er tour (1/32) L. Pous      | B. Mattek M. Shaughnessy     | -                             | -                        |
| 2012  | 1er tour (1/32) T. Tanasugarn   | M. Kirilenko N. Petrova   | 1er tour (1/32) R. Oprandi   | M. Kirilenko N. Petrova   | 2e tour (1/16) C. Suárez     | N. Grandin V. Uhlířová       | -                             | -                        |
| 2013  | 1er tour (1/32) L. Arruabarrena | K. Date A. Parra          | 1er tour (1/32) G. Muguruza  | S. Errani R. Vinci        | 1er tour (1/32) G. Muguruza  | N. Petrova K. Srebotnik      | 1er tour (1/32) S. Peer       | C. Black M. Erakovic     |
| 2014  | 1er tour (1/32) L. Davis        | E. Makarova E. Vesnina    | -                            | -                         | -                            | -                            | -                             | -                        |

Sous le résultat, la partenaire ; à droite, l’ultime équipe adverse.

## Parcours en «Premier Mandatory» et «Premier 5»
Les tournois WTA « Premier Mandatory » et « Premier 5 » constituent les catégories d'épreuves les plus prestigieuses, après les quatre levées du Grand Chelem.

### En simple dames
| Année |              | Premier Mandatory              | Premier Mandatory             | Premier Mandatory            | Premier Mandatory          |       | Premier 5 | Premier 5 | Premier 5               | Premier 5               | Premier 5                     | Premier 5 | Premier 5 |
| Année | Indian Wells | Miami                          | Madrid                        | Pékin                        |                            | Dubaï | Rome      | Canada    | Cincinnati              |                         | Tokyo                         |           |           |
| Année | Indian Wells | Miami                          | Madrid                        | Pékin                        |                            | Doha  | Rome      | Canada    | Cincinnati              |                         | Wuhan                         |           |           |
| Année | Indian Wells | Miami                          | Madrid                        | Pékin                        |                            |       | Rome      | Canada    | Cincinnati              |                         |                               |           |           |
| 2009  |              |                                | 1er tour (1/64) G. Dulko      | 2e tour (1/16) E. Dementieva |                            |       |           |           |                         |                         |                               |           |           |
| 2011  |              |                                | 3e tour (1/16) F. Schiavone   | 1er tour (1/32) A. Petkovic  |                            |       |           |           | 2e tour (1/16) Li N.    | 1er tour (1/32) Peng S. | 1er tour (1/32) D. Hantuchová |           |           |
| 2012  |              | 3e tour (1/16) M. Kirilenko    | 2e tour (1/32) F. Pennetta    | 2e tour (1/16) P. Cetkovská  | 3e tour (1/8) A. Radwańska |       |           |           |                         |                         |                               |           |           |
| 2013  |              | 2e tour (1/32) S. Errani       | 1er tour (1/64) Kuznetsova    | 2e tour (1/16) S. Williams   |                            |       |           |           | 3e tour (1/8) C. Suárez |                         |                               |           |           |
| 2014  |              | 1er tour (1/64) A. Tomljanović | 1er tour (1/64) Y. Meusburger |                              |                            |       |           |           |                         |                         |                               |           |           |
| 2016  |              |                                | 1er tour (1/64) V. King       | 1er tour (1/32) Ka. Plíšková |                            |       |           |           |                         |                         |                               |           |           |

Sous le résultat, l’ultime adversaire.

### En double dames
N.B. : le nom de la partenaire se trouve sous le résultat ; le nom des ultimes adversaires se trouve à droite.

## Parcours en Fed Cup
| #                                                                            | Date       | Lieu        | Surface         | Gagnante(s)                         | Perdante(s)                           | Score             |          |
|                                                                              |            |             |                 |                                     |                                       |                   |          |
| 2006 - 1/4 de finale (groupe mondial) - Espagne - Autriche - 5 : 0           |            |             |                 |                                     |                                       |                   |          |
| 1                                                                            | 22/04/2006 | Valence     | Terre (ext.)    | Lourdes Domínguez                   | Sybille Bammer                        | 7-65, 3-6, 6-3    | Parcours |
| 1                                                                            | 22/04/2006 | Valence     | Terre (ext.)    | Virginia Ruano Lourdes Domínguez    | Sybille Bammer Yvonne Meusburger      | 6-4, 6-2          | Parcours |
|                                                                              |            |             |                 |                                     |                                       |                   |          |
| 2006 - 1/2 finale (groupe mondial) - Espagne - Italie - 1 : 3                |            |             |                 |                                     |                                       |                   |          |
| 2                                                                            | 15/07/2006 | Saragosse   | Terre (ext.)    | Francesca Schiavone                 | Lourdes Domínguez                     | 6-4, 7-5          | Parcours |
| 2                                                                            | 15/07/2006 | Saragosse   | Terre (ext.)    | Flavia Pennetta                     | Lourdes Domínguez                     | 6-2, 6-4          | Parcours |
|                                                                              |            |             |                 |                                     |                                       |                   |          |
| 2007 - 1/4 de finale (groupe mondial) - Russie - Espagne - 5 : 0             |            |             |                 |                                     |                                       |                   |          |
| 3                                                                            | 21/04/2007 | Moscou      | Terre (int.)    | Svetlana Kuznetsova                 | Lourdes Domínguez                     | 6-3, 6-2          | Parcours |
| 3                                                                            | 21/04/2007 | Moscou      | Terre (int.)    | Nadia Petrova Elena Vesnina         | Lourdes Domínguez Laura Pous Tió      | 6-1, 4-6, 6-2     | Parcours |
|                                                                              |            |             |                 |                                     |                                       |                   |          |
| 2007 - Barrage (groupe mondial I) - Espagne - République tchèque - 4 : 1     |            |             |                 |                                     |                                       |                   |          |
| 4                                                                            | 14/07/2007 | Palafrugell | Terre (ext.)    | Lourdes Domínguez                   | Iveta Benešová                        | 6-2, 4-6, 6-3     | Parcours |
|                                                                              |            |             |                 |                                     |                                       |                   |          |
| 2008 - 1/4 de finale (groupe mondial) - Italie - Espagne - 2 : 3             |            |             |                 |                                     |                                       |                   |          |
| 5                                                                            | 02/02/2008 | Naples      | Dur (int.)      | Sara Errani                         | Lourdes Domínguez                     | 5-7, 6-4, 6-0     | Parcours |
|                                                                              |            |             |                 |                                     |                                       |                   |          |
| 2009 - 1/4 de finale (groupe mondial) - République tchèque - Espagne - 4 : 1 |            |             |                 |                                     |                                       |                   |          |
| 6                                                                            | 07/02/2009 | Brno        | Moquette (int.) | Iveta Benešová Květa Peschke        | Lourdes Domínguez María José Martínez | 6-4, 6-2          | Parcours |
|                                                                              |            |             |                 |                                     |                                       |                   |          |
| 2009 - Barrage (groupe mondial I) - Espagne - Serbie - 0 : 4                 |            |             |                 |                                     |                                       |                   |          |
| 7                                                                            | 25/04/2009 | Lérida      | Terre (ext.)    | Ana Jovanović Aleksandra Krunić     | Lourdes Domínguez Nuria Llagostera    | Non disputé       | Parcours |
|                                                                              |            |             |                 |                                     |                                       |                   |          |
| 2011 - Barrage (groupe mondial I) - Espagne - France - 4 : 1                 |            |             |                 |                                     |                                       |                   |          |
| 8                                                                            | 16/04/2011 | Lérida      | Terre (ext.)    | Lourdes Domínguez                   | Pauline Parmentier                    | 6-4, 6-4          | Parcours |
|                                                                              |            |             |                 |                                     |                                       |                   |          |
| 2012 - Barrage (groupe mondial I) - Espagne - Slovaquie - 2 : 3              |            |             |                 |                                     |                                       |                   |          |
| 9                                                                            | 21/04/2012 | Marbella    | Terre (ext.)    | Dominika Cibulková                  | Lourdes Domínguez                     | 6-3, 6-0          | Parcours |
| 9                                                                            | 21/04/2012 | Marbella    | Terre (ext.)    | Daniela Hantuchová                  | Lourdes Domínguez                     | 0-6, 7-64, 6-4    | Parcours |
|                                                                              |            |             |                 |                                     |                                       |                   |          |
| 2013 - 1er tour (groupe mondial II) - Espagne - Ukraine - 3 : 1              |            |             |                 |                                     |                                       |                   |          |
| 10                                                                           | 09/02/2013 | Alicante    | Terre (ext.)    | Lourdes Domínguez                   | Elina Svitolina                       | 5-7, 6-2, 8-6     | Parcours |
|                                                                              |            |             |                 |                                     |                                       |                   |          |
| 2013 - Barrage (groupe mondial I) - Espagne - Japon - 4 : 0                  |            |             |                 |                                     |                                       |                   |          |
| 11                                                                           | 20/04/2013 | Barcelone   | Terre (ext.)    | Lourdes Domínguez Anabel Medina     | Shuko Aoyama Misaki Doi               | 6-4, 7-5          | Parcours |
|                                                                              |            |             |                 |                                     |                                       |                   |          |
| 2016 - 1er tour (groupe mondial II) - Serbie - Espagne - 0 : 4               |            |             |                 |                                     |                                       |                   |          |
| 12                                                                           | 06/02/2016 | Kraljevo    | Dur (int.)      | Lara Arruabarrena Lourdes Domínguez | Ivana Jorović Nina Stojanović         | 4-6, 7-66, [10-7] | Parcours |

## Classements WTA en fin de saison
| Année          | 1999 | 2000 | 2001 | 2002 | 2003 | 2004 | 2005 | 2006 | 2007 | 2008 | 2009 | 2010 | 2011 | 2012 | 2013 | 2014 | 2015 | 2016 |
| Rang en simple | 192  | 141  | 374  | 420  | 303  | 209  | 77   | 52   | 72   | 90   | 137  | 85   | 79   | 48   | 71   | 111  | 98   | 217  |
| Rang en double | -    | -    | 111  | 627  | 306  | 153  | 63   | 93   | 65   | 89   | 111  | 141  | 98   | 117  | 72   | 119  | 432  | 405  |

Source : (en) Classements de Lourdes Domínguez Lino sur le site officiel de la Fédération internationale de tennis